# Корган (Туркестанская область)
Корган (каз. Қорған, до 1992 г. — Донгустау) — село в Толебийском районе Туркестанской области Казахстана. Входит в состав Алатауского сельского округа. Код КАТО — 515837500.

## Население
В 1999 году население села составляло 432 человека (221 мужчина и 211 женщин). По данным переписи 2009 года, в селе проживало 499 человек (249 мужчин и 250 женщин).